# A harapós férj
A harapós férj 1937-ben bemutatott magyar filmvígjáték, melynek rendezője Keleti Márton, főszereplői Dajka Margit, Bársony Rózsi, Kabos Gyula és Rajnay Gábor voltak.

## Cselekmény
Ilosvay Péter hiába vált el a feleségétől, Linától, továbbra is kénytelen egy fedél alatt élni a csípős természetű asszonnyal, mert képtelenek megegyezni közös vagyonuk megosztását illetően. Ügyvéd barátja azt javasolja a férfinak, vigyen új asszonyt a házba, hátha az meggyorsítja az ügy elrendeződését. Az új feleség, Erzsi azonban a birtokon összebarátkozik Linával, sőt arra is ráébred, hogy férje valójában csak eszközként akarta őt felhasználni, az áldatlan viszonyok miatt…

## Közreműködők

### Szereplők
- Rajnay Gábor – Ilosvay Péter
- Dajka Margit – Lina, Péter elvált felesége
- Bársony Rózsi – Erzsi, az új asszony
- Kabos Gyula – dr. Zsengellér Bernát, ügyvéd
- Dajbukát Ilona – Rozi, Lina házvezetőnője
- Makláry Zoltán – Mihály, Péter inasa
- Vaszary Piri – irodista kisasszony

### Alkotók
- Rendező: Keleti Márton
- Forgatókönyvíró: Nóti Károly, Emőd Tamás, Török Rezső
- Operatőr: Kurzmayer Károly
- Zeneszerző: Komjáthy Károly
- Látványtervező: Pán József
- Vágó: Feledy György